# Artanu, Gorj
Artanu este un sat în comuna Negomir din județul Gorj, Oltenia, România.

## Etimologie
În localitate nu există o legendă care să stea la baza formării toponimicului. Certă este doar împrumutarea acestuia de la matca Artanu, care adună apele ce se scurg de pe Culmea lui Ghilă și Dealul Braniște.
În ceea ce privește toponimicul Valea Casei, acesta a fost dat de locuitorii din satele învecinate pentru a desemna valea unde erau așezați locuitorii, distingând geografic văile unde nu erau încă așezări.

## Istorie
Așezare atestată din vechime, satul Artanu se desfășoară atât liniar, de o parte și de alta a drumului județean, cât și foarte ramificat, în Valea Casei și Valea Artanului.
Începuturile așezării nu sunt cunoscute, certă fiind doar vechimea sa seculară. Menționată la începutul secolului al XVII-lea, cu siguranță așezarea era mult mai veche.
După cum ne precizau doi bătrâni ai satelor, locuințele au înconjurat dealurile dinspre partea de vest și apoi, odată cu creșterea demografică, s-au ridicat case de-a lungul arterei principale de comunicație. Determinante în fixarea vetrei de locuire au fost condițiile naturale prielnice desfășurării activităților economice de bază: creșterea animalelor și cultivarea pământului. Dealurile învecinate și mulțimea izvoarelor au oferit condiții favorabile creșterii animalelor.
Cătunele sunt legate între ele printr-o mulțime de drumuri comunale și ulițe. Cei așezați în Valea Casei și în Valea Artanului au beneficiat și de o bună protecție contra vânturilor. Lunca Jilțului a oferit condiții bune pentru cultivarea cerealelor, cum, de altfel, au oferit-o și dealurile expuse spre soare, unde oamenii locului au cultivat ovăzul și au plantat viță de vie și pomi fructiferi.
Spre deosebire de alte sate, aici nu avem o familie din care să fi radiat celelalte familii. Studiul stării civile arată că, la începutul secolului al XIX-lea, în satul Artanu, își duceau existența familii precum Urdăreanu, Iosu, Danciu, Marcu, Flaimoc, Badea, Cauc, Corobăianu, Latea, Blidaru și Paloș.

## Economie, populație și învățământ

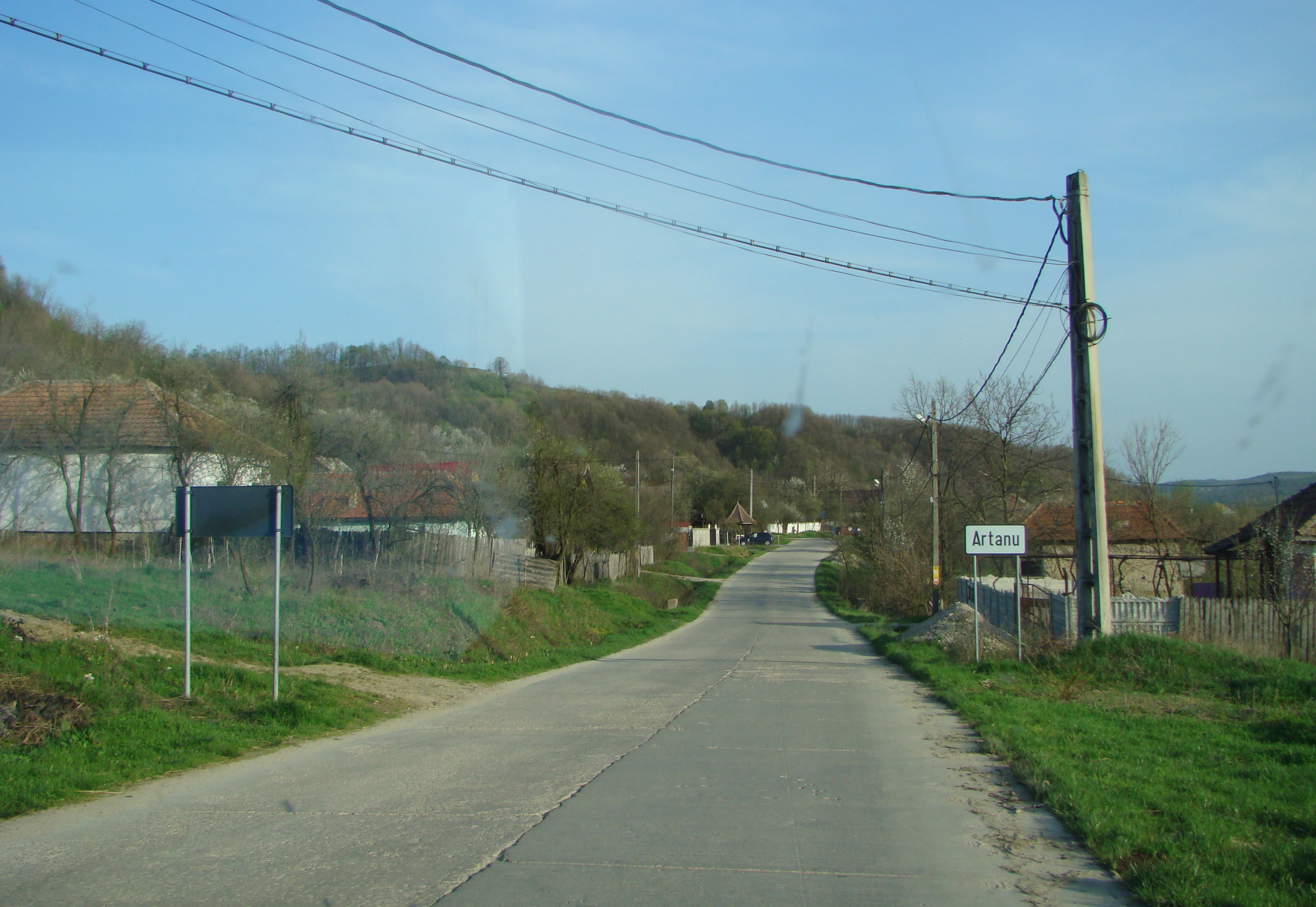
Intrarea în localitate

Centrul civic al satului a fost de-a lungul șoselei comunale, între intersecția acesteia cu drumul ce merge spre Valea Artanului și intersecția cu drumul ce duce spre Valea Casei. În acest centru, va funcționa prima școală sătească la mijlocul secolului al XIX-lea, inițiată de boierul Ioniță Urdăreanu. Și tot aici, spre folosința sătenilor (clăcași și moșneni), boierii Schinteie vor construi o moară, un gater și o presă de ulei. În perioada când satul a avut statutul de comună, aici a fost și sediul primăriei. La mică distanță, spre est, se găsește biserica satului și cimitirul.
Administrativ-teritorial, dar și economico-social, satul Artanu a avut o succesivă apartenență: la Raci și la Negomir, prioritate având prima. Din punct de vedere școlar, satul Artanu a depins, parțial, de comuna Raci unde, după absolvirea cursurilor primare, elevii mergeau să-și continue studiul până în clasa a VII-a și a VIII-a. Când acest lucru nu era cu putință, locuitorii își trimiteau elevii la școlile din Drăgotești și Valea cu Apă. Din punct de vedere al realizării justiției, locuitorii au depins de judecătoriile de plasă din vecinătate: cele din Peșteana-Jiu și Drăgotești.
Populația este de 631 de locuitori.

## Biserica „Sfântul Ioan Botezătorul” din satul Artanu
Biserica de lemn „Sfântul Ioan Botezătorul” se află în satul Artanu, comuna Negomir, județul Gorj, România. Biserica se află pe noua listă a monumentelor istorice sub codul LMI: GJ-II-m-B-09209.

### Istoric
Biserica „Sfântul Ioan Botezătorul” din Artanu face parte din categoria bisericilor vechi de lemn, ctitorul ei fiind boierul Ioniță Urdăreanu, în secolul al XVIII-lea.
Primul preot atestat în documentele de stare civilă a fost părintele Dumitru Preda, care, în anul 1832, a botezat patru copii. Același preot, în anul 1837, a săvârșit Sfânta Taină a Cununiei la patru cupluri, iar în anii 1844 și 1852 a boteazat șase, respectiv cinci copii. Începând cu anul 1859, serviciul divin la biserica din Artanu este făcut de preotul Mihai Păunescu, care va sluji câteva decenii la Sfântul locaș.
Asemenea celorlalte așezăminte, biserica din Artanu se va confrunta de-a lungul secolului al XIX-lea cu mari greutăți. Susținerea lăcașului de cult din contribuțiile enoriașilor s-a dovedit greoaie, pentru că satul Artanu avea puține familii. Salariile personalului bisericii, în anul 1873 (un preot și doi cantori), era de 180 de lei.
Satul Artanu avea atunci 70 de familii. După cum s-a arătat anterior, biserica dispunea de nouă pogoane de pământ, folosit pentru întreținerea personalului și pentru susținerea cheltuielilor cultului. Așa cum reiese dintr-o statistică pe anul 1883, dintre cei trei slujitori ai cultului, doi primiseră sumele prevăzute în buget. Spre sfârșitul secolului, biserica mai avea în posesie doar trei pogane de pământ.
La începutul secolului al XX-lea, biserica din Artanu era singura din localitate unde serviciile divine se puteau desfășura. După cum mărturisea preotul paroh Dumitru Murareț, care slujea la cele trei biserici (Raci, Baniu și Artanu), cea din Artanu nu mai avea deloc pământ.
În anul când preotul Toma Bălan preia inventarul bisericilor din parohia Raci (1912), biserica „Sfântul Ioan Botezătorul” avea inventarul cel mai bogat, datorită faptului că era singurul locaș care, după anul 1880, nu căzuse total în ruină. Biserica dispunea de toate cărțile de ritual, care erau noi. Biserica și cimitirul erau parțial îngrădite, din acest motiv starea acesteia era considerată mediocră.
Absolvent al Liceului „Carol I” din Târgu Jiu și al Facultății de Teologie din București, preotul Gheorghe Răceanu (hirotonit preot la 30 octombrie 1916), își va începe activitate misionară și obștească în satul Artanu în anul 1922. Participă la construirea școlii Raci și reface biserica „Sfântul Ioan Botezătorul”, care era închisă din anul 1927. Pentru refacerea bisericii din Artanu, enoriașii au donat 40 000 de lei, iar Prefectura a contribuit cu 10 000 de lei.
Văzând starea completă de ruină, enoriașii Ion Mihai Schinteie, Victor Urdăreanu, Dumitru C. Iosu, Vasile D. Geamănu, Constantin T. Iosu, Petre D. Marcu, Constantin I. Gagiu, lon M. Corîci, Ion Cojocaru, Ilie C. Iosu, Teodor Gh. Cauc, Procopie C. Brînzan, lon Spătaru, Ion St. Blidaru, Constantin D. Mărgineanu și preotul Gheorghe Răceanu s-au întrunit, în anul 1934, în localul primăriei din Artanu și au ales comitetul conducător al lucrărilor de reparație a bisericii. Comitetul a fost format din Ion M. Schinteie președinte de onoare, Victor Urdăreanu vicepreședinte și Răceanu A. Gheorghe - președinte activ.
Fiind încadrată din 1934 în categoria monumentelor istorice, devizul lucrării de reparație a picturii a fost făcut de Comisia Monumentelor Istorice. Pentru repictarea bisericii, comitetul de conducere a lucrărilor a făcut o ofertă pictorului Gheorghe Băleanu din Miculești, căruia i s-a dat un avans de 8000 de lei. Acesta a scris și pisania bisericii.
La lucrările de renovare au participat meșterii Petre Marcu, Constantin D. Geamănu, Vasile Nicolovici și Constantin D. Alexandrescu. Pentru că în ianuarie 1940, școala din Raci a fost închisă, din lipsă de personal didactic, învățătorii fiind concentrați (închiși), Protoieria Târgu Jiu, în februarie 1940, va cere preotului Gheorghe Răceanu să asigure continuarea actului didactic, ceea ce se va și întâmpla.
La 4 august 1943, este numit preot, la biserica din Artanu, Constantin Gh. Răceanu, fiul preotului Gheorghe Răceanu. Absolvent al Facultății de Teologie din București, Constantin Gh. Răceanu a fost hirotonit ca preot la 14 noiembrie 1943. Odată cu numirea sa ca preot, s-a înființat parohia Artanu, care avea 419 suflete. Consiliul parohial al bisericii a fost alcătuit din Constantin Gagiu, Ion M. Corîci, Gheorghe Găman, Samoilă Cirstoiu, Ion Mărgineanu, Gheorghe Tănase, Ilie Cruceru, Constantin Speriosu, Dumitru C. Iosu și Petre V. Urdăreanu. Epitropii bisericii au fost Gheorghe C. Iosu, Teodor Cauc și Ion Blidaru.
Preotul Constantin Răceanu va finaliza în anul 1946 lucrările de restaurare a bisericii. În anul 1968, s-au făcut demersurile necesare înlocuirii șiței de pe acoperiș, lucrarea executându-se în anul 1972 cu echipa de dulgheri de la C.A.P. Negomirul. Lucrările au fost conduse de cei doi preoți, Gheorghe Răceanu și Constantin Gh. Răceanu. O contribuție importantă la finalizarea acoperișului au avut enoriașii Constantin Gh. Brînzan, Gheorghe I. Iosu, Ion I. Iosu, Constantin Ruxoiu.
După 1990, primăria comunei Negomir a acordat o atenție sporită bisericii din Artanu. În anul 2003 lăcașul a fost împrejmuit cu gard de piatră. S-au înlocuit ferestrele (2014), șindrila de pe acoperișul bisericii și de pe clopotniță (1996) și s-a montat un sistem de încălzire (2014).

### Descrierea bisericii „SfântulIoan Botezătorul”

#### Exteriorul și pridvorul
Biserica este construită din lemn, în formă de navă, fără turlă. Este acoperită cu șindrilă. În curtea bisericii, se găsește cimitirul și clopotnița. Tinda bisericii este simplă, prispa legându-se de acoperiș prin șase stâlpi sculptați. Biserica este pictată în interior și la intrare. Pictura este în ulei, în stil bizantin.

În tindă, pe boltă, este pictat Iisus Hristos Emanuil, iar pe pereți Sfinții Apostoli Petru și Pavel și Sfântul Ioan Botezătorul. Deasupra ușii de intrare, se găsește următoarea pisanie (scrisă cu litere mari):

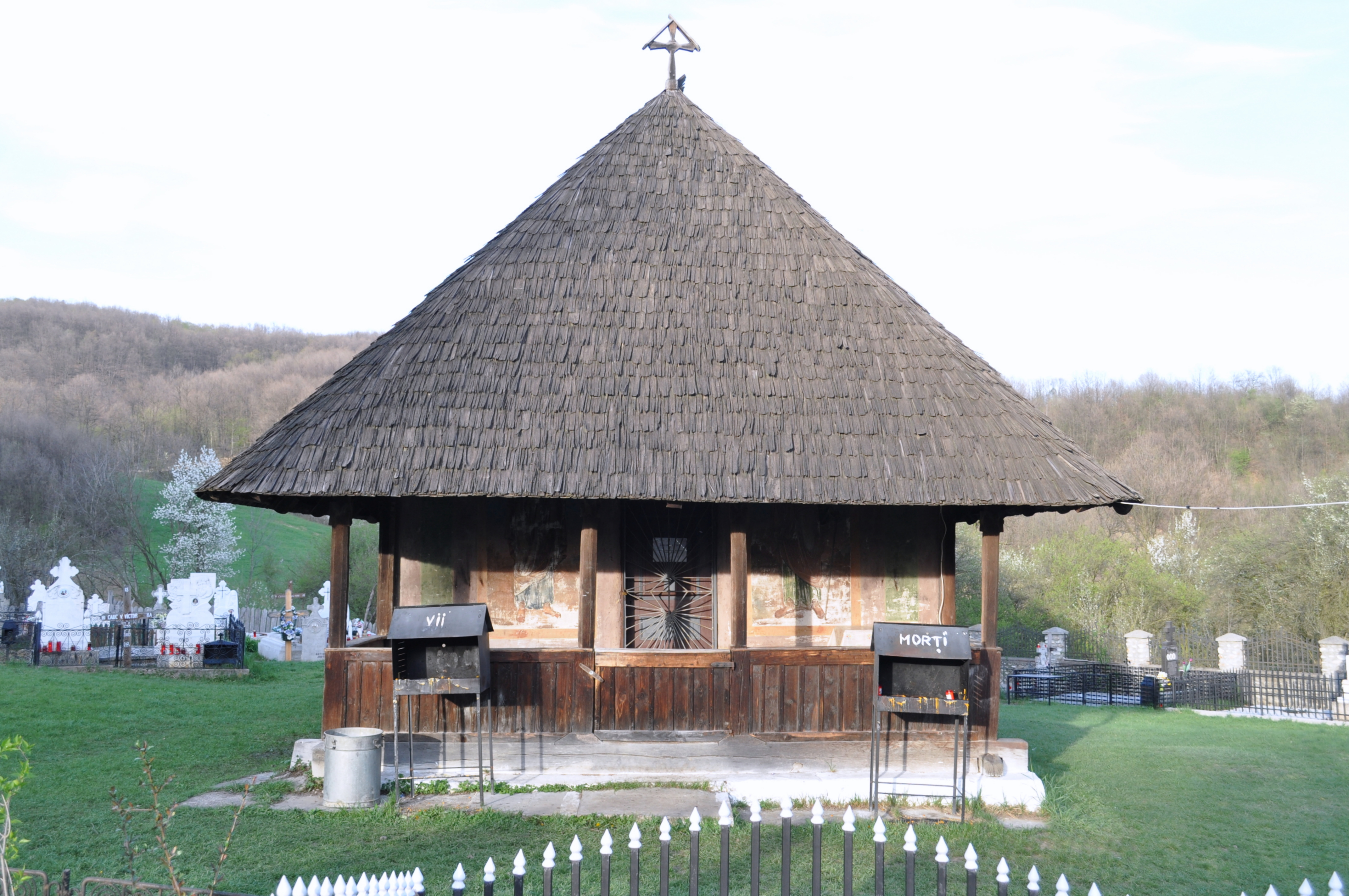
Biserica de lemn „Sfântul Ioan Botezătorul” din Artanu (monument istoric)

„Această Sfântă și Dumnezeiască Biserică întru care se cinstește și se prăznuiește Sf. Prooroc Ioan Botezătorul s-a zidit din temelie în secolul al 18-lea de coconul Ioniță Urdăreanu M. 1768, iar în anii 1934-1946 s-a restaurat radical prin osteneala și cu toată cheltuiala obștei locuitorilor din comuna Artanu și s-a sfințit în ziua de 15 luna septembrie anul 1946, fiind protoiereu al Protoierii Gorj P. C. Pr. Econom Const. Popescu-Pațica, iar preot paroh C. S. Const. Gh. Răceanu”.
Pisania menționează pictorul restaurator, zugravul Gheorghe Băleanu.

#### Pronaosul
În pronaos, pe boltă este pictată Sfânta Treime, iar pe pereți sunt pictați Sfânta Paraschiva, Sfânta Ecaterina, Sfânta Varvara și Sfânta Filofteia. Pe peretele despărțitor, dintre naos și pronaos, se găsesc icoanele Mântuitorului, ale Sfintei Fecioare, ale Sfinților Arhangheli Mihail și Gavriil.

#### Naosul
În naos, pe boltă este pictat Iisus Hristos Pantocrator și cei patru Evangheliști.
Pe catapeteasmă sunt pictate scenele: Răstignirea Domnului, Sfinții Apostoli, Praznicele Împărătești și Cina cea de Taină.
Icoanele împărătești sunt: Mântuitorul, Sfânta Fecioară, Sfântul loan Botezătorul și Sfântul Ierarh Nicolae. Pe pereți sunt pictați: Sfântul Nestor, Sfântul Haralambie, Sfântul Tifon, Sfântul Dimitrie și Sfânta Cărămidă, Sfântul Mare Mucenic Gheorghe și Sfânta Mahramă, Sfântul Mucenic Victor, Sfântul Pantelimon, Sfântul Teodor Tiron, Sfinții Proroci Samuil, Ilie și Elisei și Sfinții Împărați Constantin și Elena, în engolpion.

#### Altarul
Pictura din altar: pe catapeteasmă este pictată jertfa lui Avraam. Pe boltă, este pictată Maica Domnului Oranta și Sfinții Arhangheli Mihail și Gavriil, iar pe pereți sunt Sfinții Ierarhi Vasile cel Mare, Grigore Dialogul și Ioan Gură de Aur. Pictura este înnegrită datorită fumului de la lumânări în biserică, se găsesc puține cărți vechi de cult, unele într-o stare accentuată de degradare. Pe acestea, în secolul al XX-lea, preoții și cantorii au făcut câteva însemnări.